# National Film Award/Zweitbester Film
Die Gewinner des National Film Award der Kategorie Zweitbester Film (Second Best Feature Film) waren:
| Jahr | Film                      | Sprache     | Regisseur                          |
| ---- | ------------------------- | ----------- | ---------------------------------- |
| 1956 | Jhanak Jhanak Payal Baaje | Hindi       | V. Shantaram                       |
| 1957 | Andhare Alo               | Bengalisch  | Haridas Bhattacharya               |
| 1958 | Jalsaghar                 | Bengalisch  | Satyajit Ray                       |
| 1959 | Heera Moti                | Hindi       | Krishna Chopra                     |
| 1960 | Kshudita Pashan           | Bengalisch  | Tapan Sinha                        |
| 1961 | Pava Mannippu             | Tamilisch   | A. Bhimsingh                       |
| 1962 | Abhijan                   | Bengalisch  | Satyajit Ray                       |
| 1963 | Narthana Sala             | Telugu      | K. Kameswara Rao                   |
| 1964 | Haqueeqat                 | Hindi       | Chetan Anand                       |
| 1965 | Athithi                   | Bengalisch  | Tapan Sinha                        |
| 1966 | kein Preis                | -           | -                                  |
| 1967 | Upkar                     | Hindi       | Manoj Kumar                        |
| 1968 | Thulabharam               | Malayalam   | A. Vincent                         |
| 1969 | Dibratrir Kabya           | Bengalisch  | Bimal Bhowmick Narayan Chakraborty |
| 1970 | Pratidwandi               | Bengalisch  | Satyajit Ray                       |
| 1971 | Anubhav                   | Hindi       | Basu Bhattacharya                  |
| 1972 | Calcutta 71               | Bengalisch  | Mrinal Sen                         |
| 1973 | Kaadu                     | Kannada     | Girish Karnad                      |
| 1974 | Ankur                     | Hindi       | Shyam Benegal                      |
| 1975 | Mausam                    | Hindi       | Gulzar                             |
| 1976 | kein Preis                | -           | -                                  |
| 1977 | kein Preis                | -           | -                                  |
| 1978 | kein Preis                | -           | -                                  |
| 1979 | kein Preis                | -           | -                                  |
| 1980 | Oppol                     | Malayalam   | K. S. Sethumadhavan                |
| 1981 | Pokkuveyil                | Malayalam   | G. Aravindan                       |
| 1982 | Kharij                    | Bengalisch  | Mrinal Sen                         |
| 1983 | Maya Miriga               | Oriya       | Nirad Mohapatra                    |
| 1984 | kein Preis                | -           | -                                  |
| 1985 | kein Preis                | -           | -                                  |
| 1986 | kein Preis                | -           | -                                  |
| 1987 | kein Preis                | -           | -                                  |
| 1988 | kein Preis                | -           | -                                  |
| 1989 | Parasuram Kuthar          | Bengalisch  | Nabayendu Chatterji                |
| 1990 | Ek Doctor Ki Maut         | Hindi       | Tapan Sinha                        |
| 1991 | Firingoti                 | Assamesisch | Jahnu Barua                        |
| 1992 | Padma Nadir Majhi         | Bengalisch  | Gautam Ghose                       |

Seit 1993 wurde dieser Preis – ein Rajat Kamal – nicht mehr vergeben.